# Sant Pere de l'Alguer
Sant Pere de l'Alguer, o Sant Pere del Cerc, és una ermita romànica situada entre les masies de l'Alguer i el Cerc, al municipi d'Olius (Solsonès). Està protegida com a bé cultural d'interès local.

## Descripció

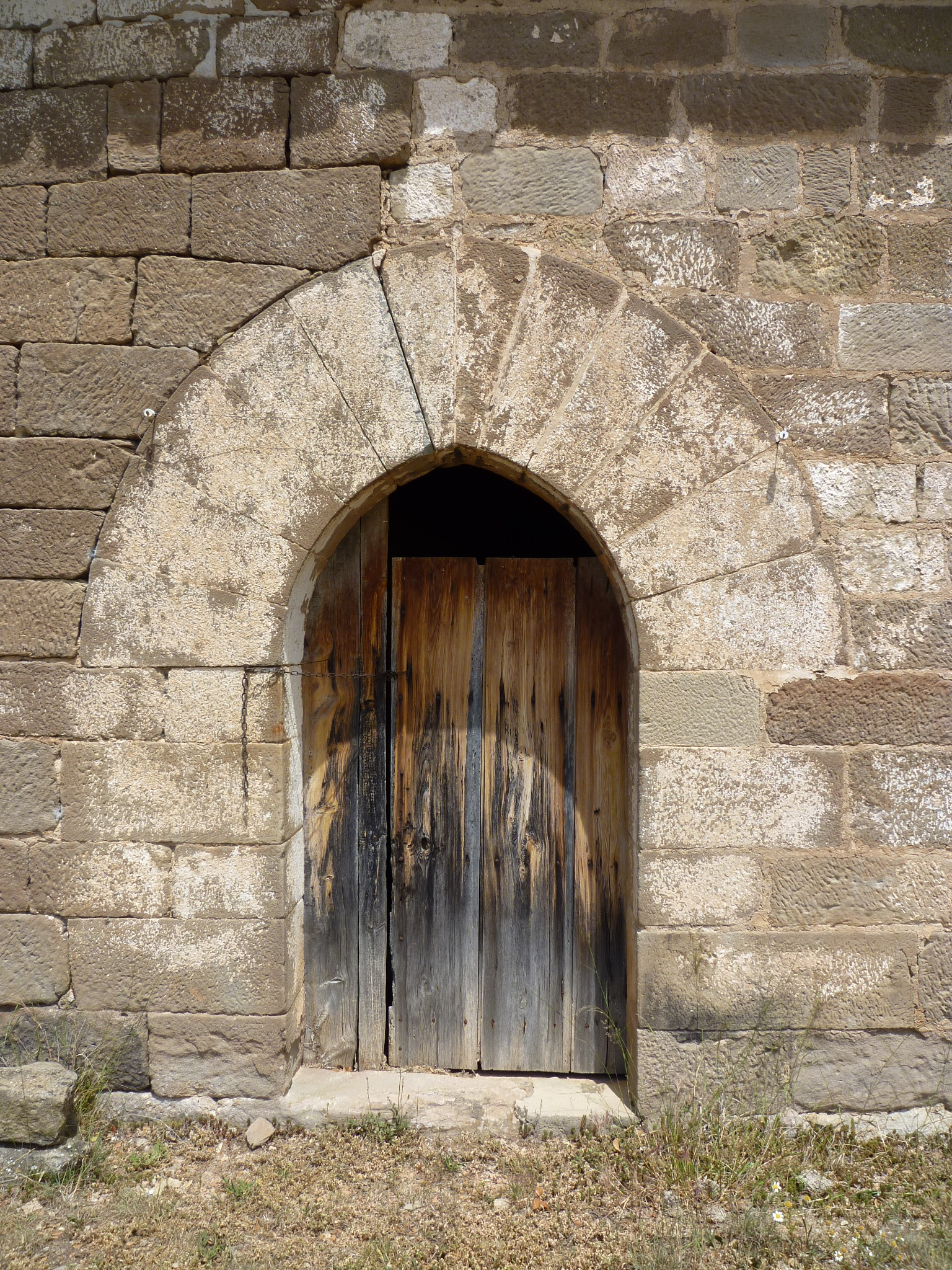
Portal

Petita capella d'una nau que havia tingut un absis rodó. És de planta rectangular i orientada a l'est. La porta al mur lateral, és de grans proporcions, d'arc de mig punt adovellat. Té un petit campanar d'espadanya. L'interior està pràcticament destruït. La construcció és de parament de pedres de diferents mides en filades.

## Història
La capella estava dedicada a sant Pere i des de fa molts anys pertany a la masia de l'Alguer. Fou reformada per primera vegada al segle xii i ha sofert posteriors reformes. Existia ja en la l'època de la consagració de l'església de Sant Esteve d'Olius, pel que és possible que procedeixi del període preromànic. No serveix per al culte des del 1936.